# Rheotanytarsus pela
Rheotanytarsus pela är en tvåvingeart som först beskrevs av Roback 1960.  Rheotanytarsus pela ingår i släktet Rheotanytarsus och familjen fjädermyggor.
Artens utbredningsområde är Peru. Inga underarter finns listade i Catalogue of Life.